# Rhododendron simulans
Rhododendron simulans är en ljungväxtart som beskrevs av J. J. Smith och Sleum. Rhododendron simulans ingår i släktet rododendron, och familjen ljungväxter. Inga underarter finns listade i Catalogue of Life.